# Strafgesetzbuch (Russland)
Das Strafgesetzbuch der Russischen Föderation (russisch Уголовный кодекс Российской Федерации, УК РФ) ist die alleinige Kodifikation des materiellen Strafrechts, die Voraussetzungen und Rechtsfolgen strafbaren Handelns in der Russischen Föderation bestimmt. Ein Nebenstrafrecht gibt es in Russland nicht. Ordnungswidrigkeiten sind im russischen
Gesetzbuch Über die Ordnungswidrigkeiten geregelt.
Das Strafgesetzbuch wurde von der Staatsduma am 24. Mai 1996 verabschiedet und am 13. Juni 1996 vom russischen Präsidenten Boris Jelzin unterzeichnet. Es ist am 1. Januar 1997 in Kraft getreten und wurde bis 2007 bereits durch 41 Gesetze geändert. Davor galt in der Russischen Sozialistischen Föderativen Sowjet-Republik (R.S.F.S.R.) das Strafgesetzbuch (Ugolownyj Kodex) vom 22. November 1926, dessen Artikel 58 besondere Bedeutung erlangt hat.
Mit Überwindung von Sozialismus und Staatswirtschaft hat das neue Strafgesetzbuch ca. 80 Tatbestände aufgehoben. So sind der Abschnitt „Straftaten gegen das sozialistische Eigentum“ sowie alle Strafvorschriften, die private kommerzielle Aktivitäten verboten und den einseitigen Schutz der Staatswirtschaft gewährt haben, abgeschafft worden. Im Gegenzug wurden rund 70 neue Tatbestände eingeführt.
Die fortwährende gesellschaftliche Transformation kommt auch in einer fortwährenden Strafrechtsreform zum Ausdruck.

## Aufbau
Das Strafgesetzbuch der Russischen Föderation (StGB RF) ist in zwei Hauptteile unterteilt:

### Allgemeiner Teil
- Abschnitt I. Strafgesetz
  - Kapitel 1. Ziele und Grundsätze des Strafgesetzbuches der Russischen Föderation (Artikel 1–8)
  - Kapitel 2. Anwendung des Strafrechts in Zeit und Raum (Artikel 9–13)
- Abschnitt II. Straftat
  - Kapitel 3. Konzept des Verbrechens und des Vergehens (Artikel 14–18)
  - Kapitel 4. Strafrechtlich verantwortliche Personen (Artikel 19–23)
  - Kapitel 5. Schuld (Artikel 24–28)
  - Kapitel 6. Unvollendete Straftaten (Artikel 29–31)
  - Kapitel 7. Mittäterschaft (Artikel 32–36)
  - Kapitel 8. Kriminalität einer Tat ausschließende Umstände (Artikel 37–42)
- Abschnitt III. Strafe
  - Kapitel 9. Konzept und Zweck der Strafe. Arten von Strafen (Artikel 43–59)
  - Kapitel 10. Verurteilung (Artikel 60–74)
- Abschnitt IV. Befreiung von der strafrechtlichen Verantwortlichkeit und Strafe
  - Kapitel 11. Befreiung von der strafrechtlichen Verantwortlichkeit (Artikel 75–78)
  - Kapitel 12. Befreiung von der Strafe (Artikel 79–83)
  - Kapitel 13. Amnestie, Gnadenbefugnis, Vorstrafe (Artikel 84–86)
- Abschnitt V. Strafrechtliche Verantwortlichkeit von Minderjährigen
  - Kapitel 14. Strafrechtliche Verantwortlichkeit und Bestrafung von Minderjährigen (Artikel 87–96)
- Abschnitt VI. Maßregel der Besserung und Sicherung
  - Kapitel 15. Sicherungsverwahrung in einem medizinischen Anstalt (Artikel 97–104)
  - Kapitel 15.1. Einziehung des Eigentums (Artikel 104.1–104.3)

### Besonderer Teil
- Abschnitt VII. Straftaten gegen Persönlichkeit
  - Kapitel 16. Straftaten gegen Leben und Gesundheit wie Körperverletzung von Familienangehörigen (Artikel 105–125)[9][10]
  - Kapitel 17. Straftaten gegen Freiheit und Ehre (Artikel 126–130)
  - Kapitel 18. Straftaten gegen sexuelle Integrität und Selbstbestimmung (Artikel 131–135)
  - Kapitel 19. Straftaten gegen verfassungsmäßige Rechte und Freiheiten des Menschen (Artikel 136–149)
  - Kapitel 20. Straftaten gegen Familie und Kindheit (Artikel 150–157)
- Abschnitt VIII. Wirtschaftsdelikte
  - Kapitel 21. Straftaten gegen das Eigentum (Artikel 158–168)
  - Kapitel 22. Straftaten im Bereich der wirtschaftlichen Tätigkeit (Artikel 169–200)
  - Kapitel 23. Straftaten gegen Interessen der gewerblichen und anderen Organisationen (Artikel 201–204)
- Abschnitt IX. Straftaten gegen öffentliche Sicherheit und Ordnung
  - Kapitel 24. Straftaten gegen öffentliche Sicherheit (Artikel 205–227)
  - Kapitel 25. Straftaten gegen öffentliche Gesundheit und Moral (Artikel 228–245)
  - Kapitel 26. Umweltkriminalität (Artikel 246–262)
  - Kapitel 27. Straftaten gegen die Sicherheit und den Betrieb von Verkehrsmitteln (Artikel 263–271)
  - Kapitel 28. Straftaten im IT-Bereich (Artikel 272–274)
- Abschnitt X. Straftaten gegen den Staat
  - Kapitel 29. Straftaten gegen die verfassungsmäßige Ordnung und Sicherheit des Staates (Artikel 275–284)[11][12]
  - Kapitel 30. Straftaten gegen die Staatsregierung, Interessen des öffentlichen Dienstes und der lokalen Regierungen (Artikel 285–293)
  - Kapitel 31. Straftaten gegen die Gerechtigkeit (Artikel 294–316)
  - Kapitel 32. Straftaten gegen die öffentliche Ordnung (Artikel 317–330)
- Abschnitt XI. Straftaten gegen die Wehrpflicht
  - Kapitel 33. Straftaten gegen die Wehrpflicht (Artikel 331–352)
- Abschnitt XII. Straftaten gegen den Frieden und die Sicherheit der Menschheit
  - Kapitel 34. Straftaten gegen den Frieden und die Sicherheit der Menschheit (Artikel 353–360)

## Voraussetzungen und Rechtsfolgen strafbaren Handelns

### Voraussetzungen
Im Gegensatz zum deutschen dreistufigen Aufbau aus Tatbestand, Rechtswidrigkeit und Schuld werden in Russland vier Elemente der Straftat überprüft: Objekt der Straftat, objektive Seite der Straftat, Subjekt der Straftat und subjektive Seite der Straftat.
Das Objekt der Straftat bezeichnet das strafrechtliche geschützte Rechtsgut, etwa das durch den Betrugstatbestand in Art. 159 StGB RF geschützte Eigentum. Die objektive Seite der Straftat meint die Tathandlung, die einen bestimmten Taterfolg herbeigeführt hat. Zwischen beiden muss ein kausaler Zusammenhang bestehen. Zum Subjekt der Straftat gehören die allgemeinen Merkmale des Täters, wie z. B. die Strafmündigkeit und die Schuldfähigkeit, sowie die besonderen Merkmale, wie z. B. den Beamtenstatus bei den Amtsdelikten. Das Hauptelement der subjektiven Seite der Straftat ist die Schuld. Art. 24 StGB RF unterscheidet zwischen zwei möglichen Arten von Schuld: Vorsatz und Fahrlässigkeit, beim Vorsatz wiederum nach direktem und indirektem Vorsatz.
Gegebenenfalls werden neben diesen vier Elementen weitere Gründe geprüft, die den Charakter einer Handlung als Straftat ausschließen, in der russischen Strafrechtswissenschaft erfolgt jedoch keine Unterteilung der straftatausschließenden Gründe in Rechtfertigungs- und Schuldausschließungsgründe.

### Rechtsfolgen
Die Straftatbestände des StGB RF lassen dem Richter bei der Strafzumessung einen ungewöhnlich weiten Spielraum zwischen sehr unterschiedlichen Strafarten.
Art. 44 StGB RF unterscheidet dem Wortlaut nach zwischen:
- Geldstrafen
- Entzug des Rechts zur Ausübung bestimmter Ämter oder zur Ausübung einer bestimmten Tätigkeit
- Entzug einer Dienstklasse, eines militärischen Grads oder eines Ehrentitels, eines Dienstrangs und staatlicher Auszeichnungen
- seit 2005: Pflichtarbeit (Leistung unentgeltlicher gesellschaftsnützlicher Arbeit durch den Verurteilten in der von der Hauptbeschäftigung oder Ausbildung freien Zeit von bis zu 240 Stunden)
- Besserungsarbeit (für eine Dauer von bis zu 2 Jahren am Arbeitsplatz; der Staat ist berechtigt, 5–20 % vom Lohn zugunsten der Staatskasse abzuziehen)
- Militärdienstbeschränkung
- Freiheitsbeschränkung (ein vom Gericht auferlegtes Verbot, innerhalb einer bestimmten Zeit den Wohnort zu verlassen, bestimmte Orte aufzusuchen oder das Gebiet einer bestimmten Gemeinde zu verlassen, einen Veranstaltungsort oder eine bestimmte Veranstaltung zu besuchen oder sich an bestimmten Aktivitäten zu beteiligen sowie ohne behördliche Zustimmung den Wohnort oder den Arbeitsplatz zu ändern)
- Zwangsarbeit
- Arrest
- Haft in einer militärischen Disziplinareinheit
- Freiheitsentzug für eine bestimmte Dauer bzw. für die Begehung einer geringen oder mittelschweren Straftat sowie bei Ersttätern einer schweren Straftat stattdessen Zwangsarbeit bis zu 5 Jahren; Freiheitsstrafe kann außer in einem Gefängnis (tjur’m) in einer Ansiedlungskolonie (kolonija poselenie), Erziehungskolonie für Jugendliche (vospitatel’naja kolonija), Besserungsheileinrichtung (lečebnoe ispravitel’noe učreždenie) oder einer Besserungskolonie (ispravitel’naja kolonija) vollstreckt werden
- lebenslangem Freiheitsentzug.

Am 4. Juni 1999 hatte der damalige russische Präsident Boris Jelzin alle anhängigen Todesurteile in lebenslange Haftstrafen umgewandelt und ein Moratorium zur Vollstreckung der Todesstrafe erlassen. Dies war Bedingung für die Aufnahme Russlands in den Europarat gewesen. Im November 2009 hat das Verfassungsgericht der Russischen Föderation die Anwendung der Todesstrafe untersagt und damit nicht nur das Moratorium von 1999 verlängert, sondern die Todesstrafe abgeschafft. Bereits im Jahr 2001 war die Begnadigungskommission des russischen Präsidenten aufgelöst worden.

## Vereinbarkeit mit der Europäischen Menschenrechtskonvention
Der Europäische Gerichtshof für Menschenrechte (EGMR) in Straßburg hat Russland wiederholt wegen der Verletzung der Europäischen Menschenrechtskonvention (EMRK) zu Entschädigungszahlungen verurteilt, so wegen der Verurteilung von Alexei Anatoljewitsch Nawalny, von Mitgliedern der Punk-Band Pussy Riot und wegen des Todes von Sergei Leonidowitsch Magnitski in Untersuchungshaft.